# Lionel Woodville
Lionel Woodville (1446 – 1484) è stato un nobile e vescovo inglese.

## Biografia
Era figlio di Richard Woodville, primo conte Rivers, e Giacometta di Lussemburgo.
Studiò ad Oxford dove si laureò. Nel 1479 succedette a Thomas Chaundler come cancelliere dell'università di Oxford. Il 31 ottobre 1480 divenne prebendario di Mora nella Cattedrale di San Paolo. Nel 1482 fu fatto vescovo di Salisbury per disposizione papale.
Fu il primo a ricevere una laurea honoris causa dall'Università di Oxford nel 1478 o 1479
Sua sorella maggiore Elisabetta divenne regina consorte dopo aver sposato Edoardo IV d'Inghilterra. Il matrimonio reale con una dama di rango inferiore generò disapprovazione tra la nobiltà che mal tollerava titoli e prestigio che la famiglia Woodville andava accumulando dietro influenza della regina.
I piani matrimoniali di Elisabetta in particolare, volti a far accasare i numerosi fratelli con i rampolli delle più nobili famiglie inglesi, causarono l'azione di Richard Neville, XVI conte di Warwick che appoggiò una rivolta contro il re costringendolo ad allontanare da corte l'odiata famiglia. Successivamente Richard Woodville ed il figlio John vennero catturati e giustiziati da Warwick.
Dopo la morte di Edoardo IV la posizione dei Woodville si fece ancor più difficile: il fratello del re Riccardo di Gloucester fece dichiarare nullo il matrimonio di Elisabetta e rivendicò il trono.
Elisabetta, le figlie e Lionel trovarono rifugio a Westminster. La vita di Lionel tuttavia, essendo vescovo, non era in pericolo, infatti lasciò presto la sorella e le nipoti per far parte della commissione di pace e si riconciliò con Riccardo.
Con l'esecuzione di suo fratello Antonio però Lionel prese parte attivamente alla rivolta organizzata dal duca di Buckingham per rovesciare il re. Quando essa fallì, Lionel fu tra i tanti che fuggirono in Bretagna. Riccardo, con Act of parliament fece dichiarare persi titoli e beni temporali. Non riuscì mai a tornare in Inghilterra perché morì in esilio prima del 23 giugno 1484 e venne sepolto a Beaulieu.